# Rubí Leza
María Vicenta Leza (5 de abril de 1937, Asunción, Paraguay), también conocida como Rubí Leza o Rubí Dumón, es una astróloga de la Argentina vinculada durante años al Centro Astrológico de Buenos Aires. 

## Biografía
Cursó en Buenos Aires el profesorado en Matemática y Cosmografía y se dedicó durante décadas a la docencia. Se incorporó al Centro Astrológico de Buenos Aires poco después de su creación en 1961 donde estudió astrología y conoció a Eloy Ricardo Dumón, con quien convivió hasta su fallecimiento en 1991. Colaboró con él en la conducción del Centro Astrológico de Buenos Aires y en la edición de la revista Astrología, publicando también ella misma artículos. Reconocida investigadora en ese campo, comenzó a dictar clases de astrología en la década del ‘80. A raíz del fallecimiento de Dumón, impulsó que el Centro adoptara la forma jurídica de fundación
, constituyéndose el 18 de diciembre de 1991 la Fundación Centro Astrológico de Buenos Aires, de quien fue su primera presidenta y directora de estudios hasta el 6 de marzo de 2000. 

## Artículos
Publicados en la revista Astrología, dir. Dumón E. R.. RPI 875.806
- Indira Gandhi, n.º 99, octubre de 1984
- Tragedia en Bophal, n.º 100, enero de 1985
- Relacionando ciclos, n.º 101, abril de 1985
- Cuarenta años después, n.º 102, julio de 1985
- Jorge Luis Borges, n.º 105, abril de 1986
- Muerte en accidente, n.º 108, enero de 1987
- El caso Carlos Monzón, n.º 112-113, enero de 1988
- ¿Un nuevo cisma en la iglesia católica?, n.º 114, julio de 1988
- Alfredo Stroessner, n.º 116, enero de 1989
- Un análisis de la inflación actual, n.º 117, abril de 1989
- Conflicto en el Golfo Pérsico, n.º 122, julio de 1990